# Buitenlanden
De Buitenlanden is een voormalig waterschap bij het dorp Beerta in de provincie Groningen.
Het waterschap is in 1899 ontstaan uit een fusie tussen de Oostermolenpolder (1799), De Unie (1804), Buitenland of Welgemoed (1811), Hereeniging (1811), Eendracht (1835), De Goede Trouw (1854),  en Noorder Zandhoogte (1856),
De naam Buitenlanden verwijst naar enkele bedijkingen uit de 16e en vroege 17e eeuw. Het gedeelte rondom Ulsda is door de aanleg van de Schanskerdijk in 1657 definitief drooggevallen en stond aanvankelijk bekend als Uiterdijken.  
Het schap lag ten oosten van Beerta. De noordoostgrens lag 500 m ten noordoosten van de Ulsderweg, de zuidoostgrens lag bij de spoorbaan Groningen-Duitsland en bij de vervallen Heerensloot ten westen van Ulsda, de zuidwestgrens lag bij de Pekel A (langs de A7) en de Zijlkerweg en de noordwestgrens lag bij het Beertsterdiep langs de Hoofdstraat van Beerta. Het (stoom)gemaal van de polder sloeg uit op het Beertsterdiep en stond bij de T-splitsing van de Hoofdstraat en De Akkers. 
Waterstaatkundig gezien ligt het gebied sinds 2000 binnen dat van het waterschap Hunze en Aa's.